# マックス・パーキンズ
マクスウェル・エヴァーツ・"マックス"・パーキンズ（英: Maxwell Evarts "Max" Perkins, 1884年9月30日 - 1947年6月17日）は、アメリカ合衆国の書籍編集者である。チャールズ・スクリブナーズ・サンズ社に勤め、F・スコット・フィッツジェラルドやアーネスト・ヘミングウェイ、トーマス・ウルフなどの作家を見出して文壇へ送り込んだ。

## 生い立ち

### 両親の出自
父エドワード・クリフォード・パーキンズは、ボストン出身の美術評論家チャールズ・キャラハン・パーキンズの息子（3人きょうだいの2番目）であった。パーキンズ家は元々実業家だったが、チャールズはハーバード大学在学中に絵画へ興味を示し、その後アメリカ初の美術評論家となった。息子のエドワードも父と同様にハーバード大学へ進み、後に附属のロー・スクールを卒業した。
母エリザベス・エヴァーツは、ウィリアム・マクスウェル・エヴァーツの娘であり、パーキンズの名前はこの祖父から貰ったものである。エヴァーツはイェール大学からハーバード大学のロー・スクールに進んだ弁護士で、ラザフォード・ヘイズ政権のアメリカ合衆国国務長官を務めたほか、ニューヨーク州選出の上院議員として2期務め上げた。父のワシントン生活中、エリザベスは女主人役をよく務めていたという。
父方の祖父にあたるチャールズ・パーキンズは、ヨーロッパでの美術評論生活から財産を使い果たしてしまい、元々先祖が移住してきた土地であるニューイングランドへ戻って来た。ウィリアム・マクスウェル・エヴァーツとの家族ぐるみの付き合いはここで始まり、パーキンズの両親は2人が24歳になった1882年に、バーモント州ウィンザーで結婚した。2人はニュージャージー州プレインフィールドに居を構え、エドワードはニューヨークの法律事務所に勤めた。2人の間には6人の子どもが生まれた。

### 幼少期
パーキンズは、1884年9月30日に、ニューヨーク・マンハッタンでパーキンズ家の次男として生まれた。母方の祖父から取ってウィリアム・マクスウェル・エヴァーツ・パーキンズ（英: William Maxwell Evarts Perkins）と名付けられ、両親双方の名字を受け継いだ。エヴァーツ家の人間は謹厳実直な家風で、華々しいパーキンズ家をあまり良く思っていなかったというが、結果としてパーキンズは、苗字だけでなく両家の相対するような性質も受け継ぐこととなった。
パーキンズは16歳で、ニューハンプシャー州コンコードにあるセント・ポール・アカデミーへ入学した。1902年10月には、父エドワードが肺炎のため44歳で死去した。パーキンズは実家へ呼び戻され、ハーバード大学へ進学していた兄エドワードに代わって家長の役を務めた。経済上の理由からセント・ポール・アカデミーを1年で退学し、中等教育はプレインフィールドのリール・スクールで修了した。後に文芸評論家として知られるヴァン・ワイク・ブルックスは同郷の友人である。

### ハーバード大学
パーキンズは父や兄と同様、ハーバード大学へ進学した。在学中に彼は、全く使っていなかったファースト・ネームの「ウィリアム」を捨てた。父を亡くしたパーキンズは貧しい生活を送っていたが、伯父プレスコット・エヴァーツの援助で、ハーバード大学の会員制クラブであるフォックス・クラブへ入会している。
パーキンズは、『ハーバード・アドヴォケート』の編集委員を務めていた。これは学内で発行される文芸雑誌で、当時の寄稿者には詩人のジョン・ホール・ホィーロック、劇作家のエドワード・シェルドン、ヴァン・ワイク・ブルックスなどがおり、彼らはパーキンズの友人でもあった。中でもブルックスは、パーキンズと同郷の後輩であり（ブルックスが1年遅れで入学している）、2人はウィンスロップ通り41番地の文芸クラブ「スタイラス」でしばしば一緒に過ごした。
パーキンズは大学で政治経済学を専攻した。またこれとは別に、チャールズ・タウンゼンド・コープランド教授の作文指導講座も受講している。入学当初は留置所に入れられたり、進級保留者にされたりとあまり真面目ではない学生生活を送っていたパーキンズだったが、コープランドの授業を受けて以来学業に専念するようになった。このコープランドの授業は、パーキンズの天職となった編集業に大きな影響を与えた。コープランドに恩義を感じていたパーキンズは、後に彼が選集『コープランド・リーダー』を出版する際、その編纂や各作品の版権獲得に大いに力を注いだ。1926年に刊行されたこの本は、コープランドが授業で取り上げた内、特にお気に入りの作品を集めたもので、1,700ページの大作ながら数万部を売り上げた。
1907年6月、パーキンズは専攻していた経済学で優等賞を受け、ハーバード大学を卒業した。

### 大学卒業後の生活
大学を卒業したパーキンズは、まずボストンのスラム街にある市営のサービス・ハウス（福祉会館）に就職した。昼間は巡回訪問をし、夜はロシアやポーランドからの移民に英語を教えた。
1907年の晩夏、パーキンズは新聞社に勤めようとニューヨークへ向かい、『ニューヨーク・タイムズ』紙の編集局長の息子と知己があったことから同社の社会部に就職した。最初の内は社会部長に気に入られず閑職に回されたが、後に昇格して警察記者となっている。

## スクリブナー社での編集生活

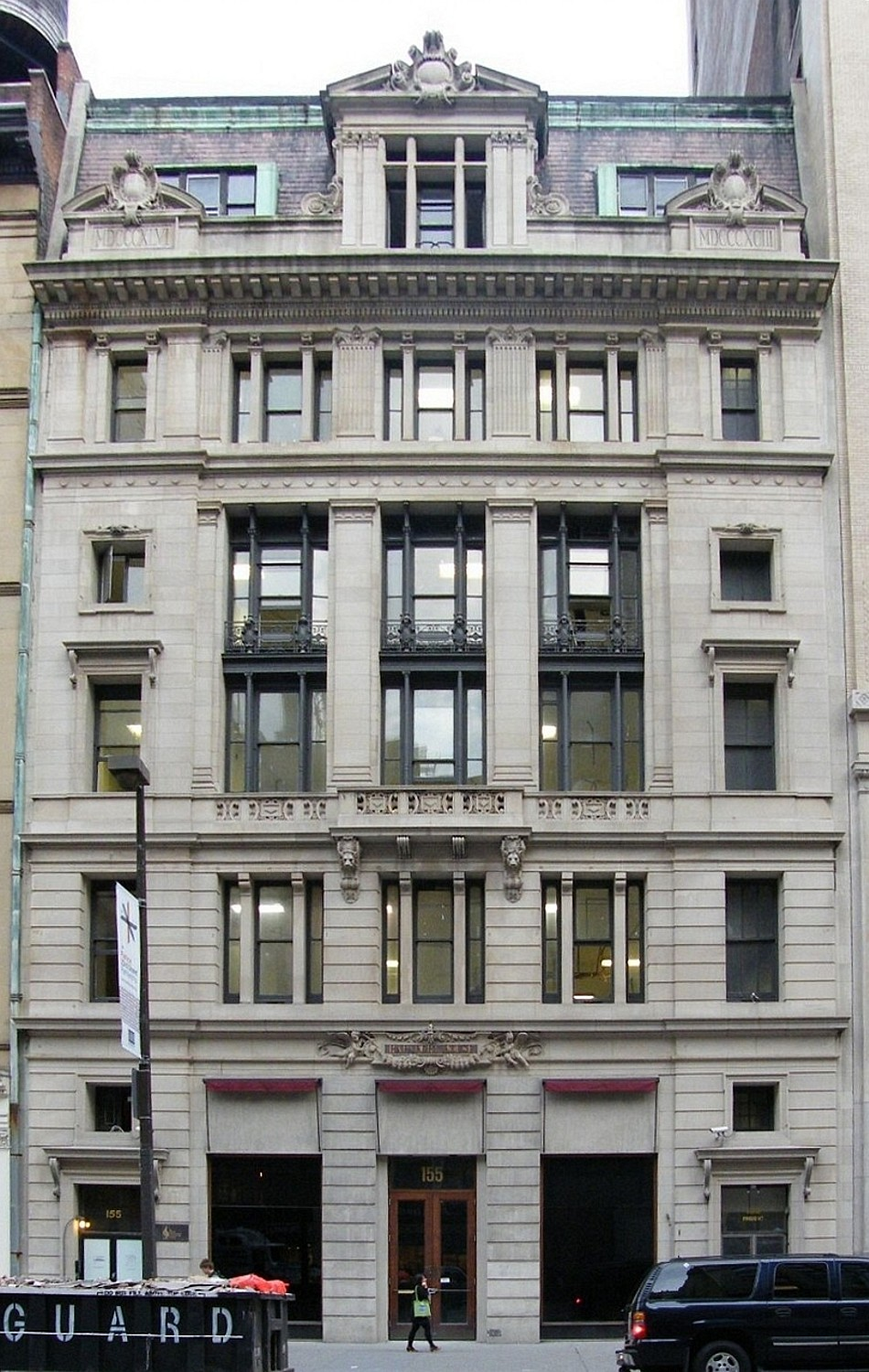
パーキンズの務めたスクリブナー社の社屋ビル

1909年の冬、記者を辞めて勤務時間が固定された仕事に就きたいと考えていたパーキンズは、チャールズ・スクリブナーズ・サンズ社（以下スクリブナー社）の宣伝部に欠員があることを聞きつけた。スクリブナー社長のチャールズ・スクリブナーは、ハーバード時代の教授と旧友であり、パーキンズはこの教授へ頼み込んで推薦状を書いてもらっている。
パーキンズは翌1910年にスクリブナー社へ入社し、死去する1947年まで37年同社に勤め続けた。パーキンズが入社した当初のスクリブナー社は、話題の作家には目もくれず、イギリス風の伝統を重んじた作家の作品を出版し続けるやや古風な出版社であった。彼は入社から4年半ほど宣伝担当マネジャーを務めた後、編集者の1人が他社の共同経営者になるため辞職したのを契機に編集室へと異動した。
パーキンズは、フィッツジェラルドなど多数の人気作家を世に送り出したことで一目置かれ、1920年代前半には、有望な原稿は多くが名指しでパーキンズの元へ集まるようになっていた。彼の活躍まで、編集者の仕事は名作の再版、有名作家の原稿での綴りや句読点の細かな校正、宣伝文作りなどが中心だったが、パーキンズはその慣習を打ち破って前途ある作家を積極的に登用した。編集者を始めて15年後には、収入が1万ドルへ倍増していただけでなく、経営者のスクリブナー兄弟から自由に仕事をするよう一任されていた。1930年頃、彼はスクリブナー社の役員となったほか、編集局長のポストにも就いて、名実ともにスクリブナー社に欠かせない人物となった。ウォール街大暴落から始まった世界恐慌では出版業界にも不況が訪れたが、スクリブナー社はパーキンズの編集した本などで売り上げを維持した（例えばS・S・ヴァン・ダインの『僧正殺人事件』やヘミングウェイの『武器よさらば』など）。1932年夏にアーサー・H・スクリブナー (Arthur Hawley Scribner) が死去した後、パーキンズは編集長兼副社長に就任した。
パーキンズは、原稿を丁寧に読み込んで助言し、純文学・ミステリーなどのジャンルにかかわらず、質の高い作品を作者に求める編集姿勢を貫いた。原稿を丁寧に読み込んで助言するというのは、先述のように作品にほとんど関与しなかったそれまでの編集者とは大きな違いであった。彼の関心は、同僚ジョン・ホール・ホィーロックの言葉を借りれば、「アメリカの作家の才能を育て、アメリカ文学を発展させること」にあった。

### フィッツジェラルドとの出会い

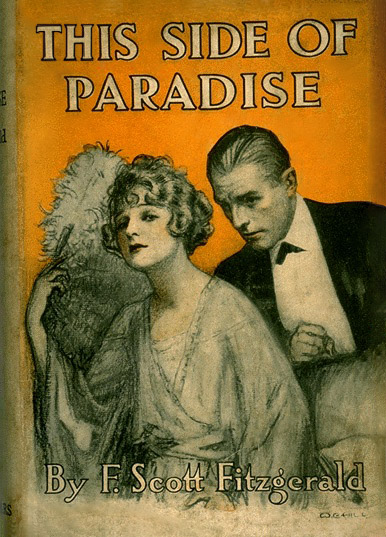
フィッツジェラルドの処女長編『楽園のこちら側』のカバー写真

1918年、スクリブナー社へ寄稿していた作家のシェーン・レズリーを介して、F・スコット・フィッツジェラルドの原稿がスクリブナー社へ届けられた。『ロマンティック・エゴティスト』と題された12万語の小説原稿は、陸軍仕官中のフィッツジェラルドが、毎週末を費やして書き上げたものだった。この原稿は3ヶ月間編集部をたらい回しにされた末にパーキンズの元に辿り着いた。パーキンズは原稿に惚れ込んだが、編集室で同意は得られず、政府の出版物供給規制策や制作費の問題などを挙げて渋々出版を断った。出版を諦めきれなかったパーキンズは、作品の改善に繋がる感想をフィッツジェラルドに書き送ったり、ライバル社へ原稿を持ち込んだり（2社に送って結局どちらも突き返された）と、この小説の出版に向けて奔走している。
パーキンズの熱意の一方で、フィッツジェラルドはこの原稿への自信を喪失しており、彼の助言と骨組みを活かして、意図をより明確にした別の作品を書いた。当初『人格教育』とされていた作品のタイトルは、1919年9月にパーキンズへ実際の原稿が送られてきた時には『楽園のこちら側』と改題されていた。編集会議では、作品に眉を顰める者もおり意見は真っ二つに分かれたが、パーキンズの説得が実り出版が決定した。ゼルダ・セイヤーとの結婚を考えており、すぐにでも出版したがっていたフィッツジェラルドに対し、作品の売れ行きを考えたパーキンズは、出版シーズンとなる翌春まで待つよう説得した。『楽園のこちら側』は1920年3月26日に発行され、1週間後には2万部の大台を突破した。フィッツジェラルドは、スクリブナー社が作品を世に送り出した最年少の作家となり、刊行から1週間後には、スクリブナー社に程近い教会でゼルダと結婚した。
長編処女小説の成功で、フィッツジェラルドの年収は前年の879ドルから18,850ドルへと跳ね上がったが、彼はこれを全て使い果たして、後の破滅の一端となった浪費生活を始めた。長編第2作目に当たる『美しく呪われし者』を書き上げたフィッツジェラルドは、夫妻のヨーロッパ旅行用の金をパーキンズへ無心しているが、この時交わした契約書が元で、パーキンズはフィッツジェラルドの金銭面を細かくサポートすることになった。この長編には、処女作刊行に一役買ったシェーン・レズリー、ジョージ・ジーン・ネーサンと並び、パーキンズ宛の献辞が付けられ、1922年3月3日に出版された。
その後もフィッツジェラルドは、『グレート・ギャツビー』などをはじめ、ほとんどの作品をスクリブナー社から刊行した。また若手作家のリーダー格として、前途のある作家をパーキンズへ紹介し続けた。その中にはリング・ラードナーや、アーネスト・ヘミングウェイなどの作家も含まれる。

### リング・ラードナー
リング・ラードナーは、ロングアイランド在住だった元スポーツ記者で、フィッツジェラルドがパーキンズに紹介した作家のひとりである。短編集『短編小説の書き方』"How to Write Short Stories" は、自作を手元に置いていなかったラードナーに代わり、パーキンズが苦心して探し出した作品を元に編纂された。パーキンズは先輩編集者から反対を受けていたが、ラードナー本人の合意もそこそこに、翌春の出版リストへ半ば強引にこの本を突っ込んだ。ラードナーの同名の息子リング・ラードナー・ジュニアは、フィッツジェラルドとパーキンズがいなければ父は新作を書かなかったかもしれないと振り返っている。各短編に付けられた警句めいた序文は、パーキンズが執筆の初歩本と間違われかねないと考え、ラードナーに書き加えさせたものである。この作品には好意的な書評が寄せられ、フィッツジェラルドのような若手作家の登用に首を傾げていたスクリブナー社長チャールズ・スクリブナー2世も、この作品を気に入った。

### ヘミングウェイを紹介される

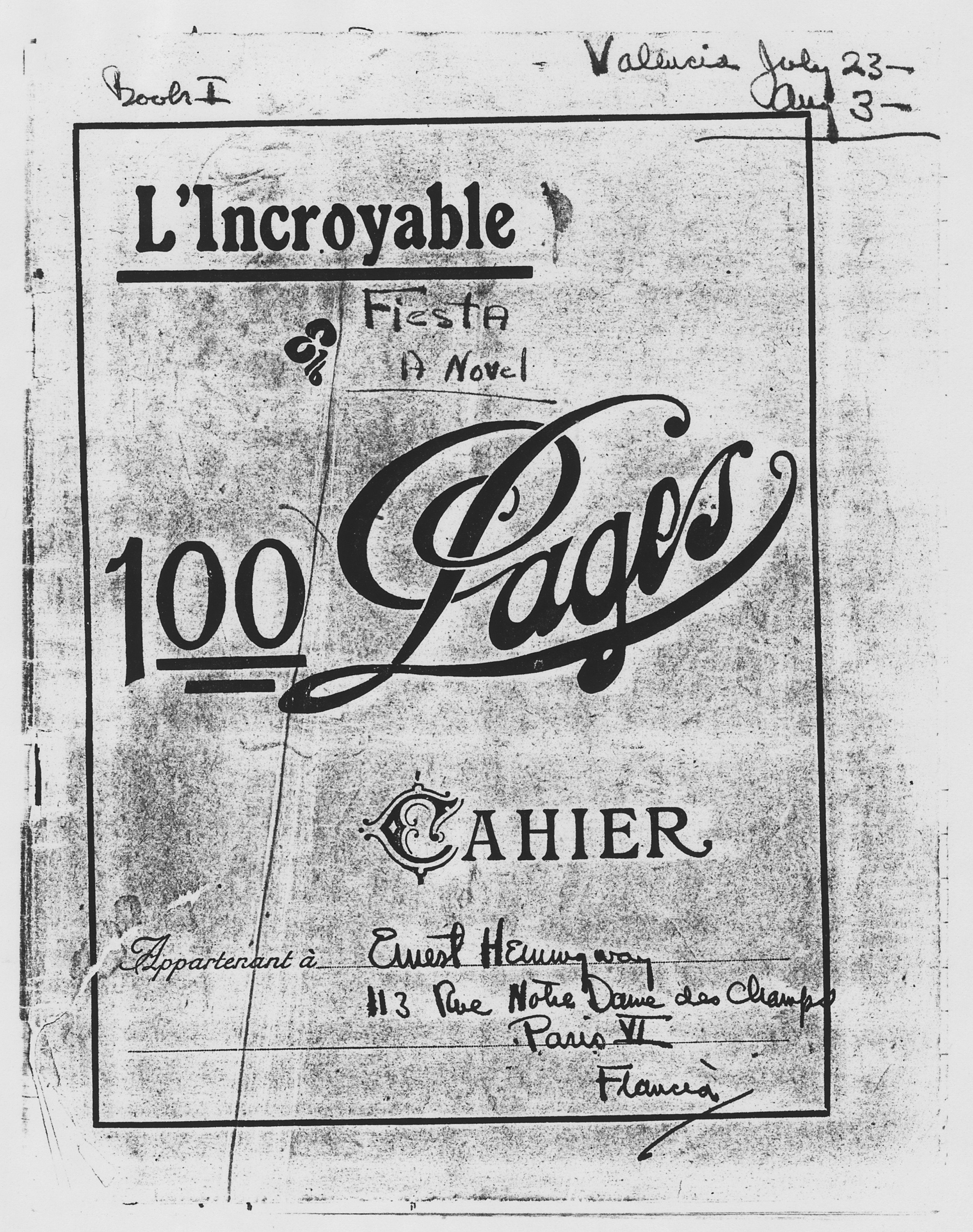
ヘミングウェイによる『日はまた昇る』の原稿の表紙

長編第3作『グレート・ギャツビー』が完成間近だった1924年10月に、フィッツジェラルドはパーキンズへアーネスト・ヘミングウェイを紹介する手紙を送った。12月になって、『われらの時代』と銘打たれた小品集がヘミングウェイから送られてきた。パーキンズは彼の非凡な能力を見て取って是非作品を刊行したいと考えたが、折悪しくオーストリアへ出かけたヘミングウェイは、パーキンズが連絡を取れないうちにボニ&リヴライト社に刊行許可を与えてしまっていた。パリへ帰ってパーキンズの手紙を読んだヘミングウェイは、自分としてはスクリブナー社から短編集を出したかった旨を返信している。
パーキンズは契約を結べず落胆したが、ボニ&リヴライト社とヘミングウェイの契約は、風刺小説『春の奔流』の刊行が拒否されたことであっさりと破綻した。ヘミングウェイの気持ちは、前々から色よい返事をくれていたパーキンズ、そしてスクリブナー社にぐっと傾いていた。ヘミングウェイの作品は猥語の多用などが原因で社の出版方針に反しており、パーキンズもあまり良い値は提示できなかったが、それでも彼はスクリブナー社との契約に合意した。この契約で『春の奔流』と『日はまた昇る』がスクリブナー社から刊行されることが決定し、パーキンズは仲介役となったフィッツジェラルドへ大いに感謝した。『春の奔流』は1926年5月28日、『日はまた昇る』は同年秋の10月22日に刊行され、後者は3年で10版を重ねた。1928年にヘミングウェイの父が猟銃自殺して以来、彼はパーキンズをますます慕い、スクリブナー社から『武器よさらば』（1929年9月）、『誰がために鐘は鳴る』（1940年）などの傑作を出版した。パーキンズの側も、彼を「やんちゃな弟」のように見ていた。またヘミングウェイも、かつてフィッツジェラルドがしてくれたように、有望な作家をパーキンズへ紹介した。

### トーマス・ウルフとの出会いと別れ
1928年秋、パーキンズはマドレーヌ・ボイドから、ニューヨーク大学の講師トーマス・ウルフが書いた自伝的長編小説『失われしもの』"O Lost" について聞かされた。パーキンズは、ボイドから届けられた30万語に及ぶ原稿を、同僚と共に読み進めては前のページに戻ったりしながら何とか読み通した。読み終えた後、彼は作品が非凡なものだとは認めたものの、めちゃくちゃな構成であり、整えるためにいくつか大幅な削除が必要だった（実際出版までには6万6000語あまりが削除された）。それでも、数社から出版を断られていたウルフは、作品を丁寧に読み込んでくれたパーキンズに感謝して手直しに同意した。出版は翌年1月に正式決定し、ウルフはこの吉報を、ボイドへ原稿を持ち込んだ舞台装置家で当時パートナー兼パトロンだったアリーン・バーンスタインに伝えた。編集の途中で作品名は『天使よ故郷を見よ』に変更され、1929年9月に出版された。ウルフはパーキンズへの感謝を序文に書きたがったが、パーキンズやボイドの意見を聞き入れ、結局「A・Bへ」としてバーンスタイン宛の献辞が付けられた。処女作刊行に尽力したバーンスタインに感謝していた一方、愛情が冷めていたウルフはこの関係を清算したがっていた。パーキンズはウルフから相談を受けたほか、バーンスタインから手紙を受けるなどして、ウルフの死までふたりの間を取り持つことになった。
ウルフの作品の分量が多いのは、登場人物の心情や動作を全て再現しようとするためだったが、一方で記述の分量などバランス感覚が欠けていたので、この点をパーキンズの編集が補った。ウルフはこれに深く感謝しており、第2作『時と川について』（1935年）では、パーキンズ宛の献辞を付けた。編集者が表に出るのをよしとしなかったパーキンズは、ウルフの身を切らせて削除に同意させたことなどを挙げて献呈を断ろうとしたが、結局はこれを受け入れ、幸せなことだと書き送っている。
また、息子を欲しがっていたパーキンズにとって、ウルフとの関係は父子のようなものだった。パーキンズは仕事と家庭生活をきっちり分けていたが、ウルフだけは例外で、何度もパーキンズ家を訪れて会食した。一方ウルフの側も同じように思っていたのか、『汝再び故郷へ帰れず』中では、パーキンズがモデルのエドワーズ編集長について、次のように書き記している。
ウルフは元から神経質な人間だったが、1935年に出した最初の短編集『死より朝へ』"From Death to Morning" が酷評を受け始めたことで、パーキンズなど周囲の人間に当たり散らすようになった。パーキンズとの決裂に追い討ちを掛けたのは、1936年にバーナード・デヴォートが発表した非難記事だった。デヴォートはこの中で、構成力も無いウルフは、パーキンズ無しでは大作家になれなかったと断定した。1935年7月にコロラド大学で開かれた作家会議で、ウルフは自作執筆におけるパーキンズの助力を語り、これに加筆して『ある小説の物語』"The Story of a Novel"（1936年）を出版したが、デヴォートはこれを以てウルフを批判したのである。
自らの実体験を元に『天使よ故郷を見よ』『時と川について』を書き上げたウルフは、パーキンズから聞いた話などを元に、スクリブナー社の内幕を小説に起こし始めた。パーキンズの同僚だったホィーロックは、「彼は不用意な発言をする男ではなかった」が、「酔いがまわってくると、トムを授からなかった息子のように思って話をしたのだろう」と振り返っている。パーキンズはこれでは会社に居られなくなると漏らし、エージェントから不用意にもこの発言を伝えられたウルフは激怒した。さらに具合の悪いことに、『死より朝へ』収録の短編でモデルにされた女性が、ウルフへ慰謝料の支払いを求める訴えを起こそうとした。パーキンズは彼女たちが金目当てに申し入れたに過ぎず、ウルフを執筆に専念させるため示談で穏当に解決しようと考えていた。また、長年にわたって身近な人物を題材としてきたウルフには、裁判沙汰になれば名誉毀損訴訟を何件も起こされるリスクがあった。しかしウルフはこの行動に対して、「スクリブナー社が自分を守ってくれなかった」と不満を抱いた。この一件を機に、1936年11月12日、ウルフは契約の解除を手紙で申し入れ、スクリブナー社もそれを了承して印税を清算した。1937年8月、再びデヴォートのウルフ評が掲載され、本腰を入れて出版社を探し始めたウルフは、エドワード・アズウェルの説得を呑み、12月にハーパー・アンド・ブラザーズと契約することを決めた。
スクリブナー社、そしてパーキンズと袂を分かったウルフは、パーキンズとの関係に敬意を表し、彼をモデルにした小説を書くことにした。この原稿を書いている途中で、執筆や周囲の騒乱に疲れたウルフは、そこまでの原稿をまとめてハーパーズの編集者であるアズウェルに託し、1938年5月にアメリカ西部の旅へと出かけた。ウルフは旅先のカナダ・バンクーバーで風邪をこじらせて重症の肺炎を発病し、シアトルのサナトリウムに入院した。その後脳の病気（脳腫瘍）が疑われたウルフは、1938年9月10日にボルティモアのジョンズ・ホプキンズ病院へ転院し手術を受けた。ウルフは手術の甲斐無く、結核性脳炎で9月15日に亡くなった（37歳没）。遺言の執行人に指名されていたパーキンズはこれを引き受け、またノースカロライナ大学の『カロライナ・マガジン』へ追悼文を寄せた。パーキンズをモデルとした部分の原稿は、1940年に『汝再び故郷に帰れず』としてハーパーズから出版された。また、1947年春、ウィリアム・B・ウィズダムが収集したウルフの資料集がハーバード大学図書館へ寄贈されたが、パーキンズはこの紹介記事を『ハーバード・ライブラリー・ブレティン』"Harvard Library Bulletin" に寄せている。

## 晩年
パーキンズの晩年は、担当した作家たちに先立たれつつ、スクリブナー社での編集生活を続けるというものだった。
まず、働き過ぎと不摂生がたたったリング・ラードナーが、結核を再発させて弱り始めた。ラードナーは、結核に加えて不眠症・アルコール依存症などを併発し、1933年9月に亡くなった。トーマス・ウルフは1938年に亡くなった。S・S・ヴァン・ダインは、パーキンズに遺言の執行人を頼んだ数ヶ月後、心筋梗塞で亡くなった（1939年）。この頃、彼は愛読書の『戦争と平和』を何度も読み返している。1942年には、室内でも帽子を被るパーキンズの習慣を生む元となった、作家のウィル・ジェームズが亡くなった。1946年には、ハーバード大学の学友だったエドワード・シェルドンが亡くなっている。
MGMからの契約を打ち切られ、様々な面で破滅していたフィッツジェラルドだったが、1939年には『ラスト・タイクーン』の概要をパーキンズに明かしていた。ところがフィッツジェラルドは、この小説が未完のまま、1940年12月21日に、愛人シーラ・グレアムのアパートで死去した（フィッツジェラルドは、直前に彼女のアパートへ転居していた）。法律的に疑義があったため、パーキンズは遺言の執行人こそ辞退したが、彼の娘スコティーが大学に通っている間の資金を手配したり、彼女の結婚式費用を支払ったりするなど支援を続けた。パーキンズの元にはグレアムから『ラスト・タイクーン』の遺稿が届けられ、彼はエドマンド・ウィルソンに編纂を依頼してこれを出版することにした。
編集者としてのパーキンズは、自分が表に出ることをよしとしなかった。『ザ・ニューヨーカー』紙は、ウルフの生前にパーキンズの特集記事を書かないか持ちかけたが、この意向によって話が頓挫した。この企画に目敏く反応したのが批評家のマルカム・カウリーで、1944年に『ザ・ニューヨーカー』紙に掲載されたパーキンズの取材記事は、長らく影でアメリカ文学界を支えた彼の名を世間に知らしめることになった（→#発展資料）。記事のタイトル「ゆるぎなき友」は、ウルフの第2作『時と川について』の献辞から引かれ、紹介文が長かったことから異例の2回に分けて発表された。
パーキンズは、自身の編集者としての直感が失われつつあることに気付いていた。また、長年心に秘めていたアイデアを作家に押しつけようとすることも多かったが、ほとんど上手く行かなかった。酒量が増えただけでなく、喫煙を続けたことで空咳が激しくなったり、手の震えが出たりと、身体的な衰えも見え隠れし始めた。1942年頃には、妻ルイーズとの隔たりも大きくなり、パーキンズは一層仕事に打ち込むようになった。
編集者として有名になるにつれ、パーキンズに自作を編集してもらいたいとする作家も増え、その中には迷惑な人物も混じるようになった。何故自作を出版しないのか詰る人物も、個人的な相談を持ち込む者も、自分の文学観を押しつけようとする人物もいた。そんな中でもパーキンズは正気を保ち、唯一人エリザベス・レモンにだけ悩みを打ち明けた。
1945年2月、パーキンズはジェームズ・ジョーンズと出会った。パーキンズは持ち込まれた処女作よりも、彼が手紙で明かしたプロットの方に興味を示し、これは後に『地上より永遠に』（1951年）として出版された。この作品の初稿を受け取った1946年末、咳が激しくなったり手が麻痺したりと、パーキンズの体調は更に悪化した。晩年のパーキンズは、ウルフの原稿に根気よく付き合ったような精力を欠き、丁寧な編集が出来なくなっていた。
1947年6月、パーキンズは体調を崩して熱を出し、救急車でスタンフォード病院へ担ぎ込まれた。搬送前に彼は、娘バーサに『地上より永遠に』と、アラン・ペイトンの『泣け、愛する祖国を』の原稿を秘書のワイコフへ託すよう言いつけた（この2冊が彼の最後の仕事となった）。入院先で肋膜炎と肺炎を併発していることが分かったパーキンズは、翌日の6月17日午前5時に妻ルイーズに看取られて亡くなった。62歳没。
葬儀は1947年6月19日にニュー・ケイナンの聖マーク教会で執り行われ、遺骸は近くのレイクヴュー墓地に葬られた。彼の死を知り、マーシャ・ダヴェンポートは、最新作 "East Side, West Side" をパーキンズに捧げた。残された仕事は、ハーバード大学時代からの友人で同僚のジョン・ホール・ホィーロックがその多くを引き受けた。また遺言執行者は、長年パーキンズの秘書を務めたアーマ・ワイコフが務めた。
1950年、パーキンズの手紙を集め、書簡集 "Editor to Author" が出版された。編纂にはジョン・ホール・ホィーロックが中心となって尽力した。

## 私生活

### 妻ルイーズと5人の娘
『ニューヨーク・タイムズ』紙の記者として働いていた頃、パーキンズはプレインフィールドのダンス教室で一緒だったルイーズ・ソーンダースの家に足繁く訪問した。ルイーズの実家もプレインフィールドの名家であり、父ウィリアム・ローレンスは、ウッドロー・ウィルソンの友人だったほか、プレインフィールドの市長も2期務めていた。活動的なルイーズはアマチュア女優として活動する傍ら、自ら戯曲も書いていて地元では有名な女性だった。派手好みのルイーズは、夫の実家であるパーキンズ家・エヴァーツ家ではあまり評判が良くなく、むしろ見下されていたという。
1910年早春、スクリブナー社への就職が決まったパーキンズは、ルイーズと婚約した。2人は1910年12月31日に、プレインフィールドのホリー・クロス・エピスコパル教会で結婚式を挙げた。2人はハネムーンの旅行先に、ニューハンプシャー州コーニッシュを選んだ。ハネムーンから戻った2人は、ルイーズの父が購入した、ノース・プレインフィールド、マーサー通り95番地の家で新婚生活をスタートした。左耳の耳硬化症から来る難聴を患っていたパーキンズは、義父から結婚祝いに送られた金時計を、難聴の進行度を測るのに使ったという。夫妻は自尊心の高さから何度もぶつかったが、それでも離婚が話に上がることは無かった。
2人の間には5人の娘が生まれた。パーキンズ自身は息子が生まれるのを切望していたが、その願いは叶わなかった。1911年に長女バーサ、1913年に次女エリザベス（愛称ジッピー）が生まれている。2人の娘は、それぞれルイーズとマックスの母から名前を取って命名された。さらに2年後の1915年には三女ルイーズ・エルヴィーア（愛称はペギーほか）が生まれた。
1916年、パーキンズは騎兵隊の予備役に志願し、同郷の兵士で組まれた中隊でメキシコ国境警備へ配備された。3ヶ月に及んだ彼の軍役中、妻ルイーズは妹夫妻から、父がくれた家が大きすぎるので交換しないかと持ちかけられた。パーキンズ家はこれを受け入れ、パーキンズの帰還後にロックビュー街112番地へ引っ越した。これから2年後の1918年、パーキンズ家に四女ジェーンが生まれた。また1924年に一家はコネチカット州ニュー・ケイナンへ引っ越し、翌1925年には末娘ナンシー・ゴールトが生まれている。5人の娘はいずれもパーキンズ似であった。またパーキンズは、娘たちに毎晩本を読み聞かせたり、家族と離れている時には手紙を送るなど、まめな父親であった。
ルイーズはパーキンズの希望で結婚と同時に女優を辞めたものの、その活動力は児童演劇の脚本作りやアマチュア劇団の演出へ活かされた。1920年代半ばには以前よりも精力的に活動するようになり、スクリブナー社から児童劇の脚本を出版したり、『ハーパーズ』や『スクリブナーズ』に短編が掲載されたりした。
1933年、長女バーサを嫁に出したパーキンズ家は、ルイーズの父親がかつて住んでいたマンハッタンの家へと移り住んだ。隣家には女優のキャサリン・ヘプバーンが住んでいた。マンハッタンへの転居は都会生活に憧れていたルイーズが説得したものだったが、パーキンズ自身も娘の教育のため提案に同意した。転居後ルイーズはますます演劇に打ち込むようになったものの、結局成功することはなかった。次女ジッピーは1936年9月に結婚した。
1938年、夫婦は再びニュー・ケイナンに居を構えることにした。これと同じ時期、ルイーズは修道女の訪問を受けてカトリックに傾倒したが、パーキンズはこれを苦々しく思い、自身の改宗には取り合わなかった。
何かとぶつかることが多かった夫妻だが、1947年にパーキンズが死んだ後、ルイーズの心にはぽっかり穴が空いた。教会はますます心の拠り所となり、ルイーズは友人に修道院へ入りたいなどと漏らしている。また同時に飲酒癖も嵩じた。1965年2月21日、彼女は住んでいた家の離れで失火事故を起こし、重度の熱傷を負って同日中に亡くなった。

### エリザベス・レモンの存在
パーキンズより8歳年下のエリザベス・レモンは彼が最も親しく思っていた友人で、2人は1922年4月に知り合った。これは、レモンが毎春の恒例にしていた北部州での逗留先に、プレインフィールドを選んだのがきっかけである。彼女はヴァージニア州とボルティモアにゆかりがある旧家の出身で、ボルティモアで社交界デビューした。
パーキンズはレモンの姿に強く惹かれたが、これは飽くまでプラトニックな崇敬の念であり、夫妻の仲を脅かすような不倫関係に陥ることはなかった。パーキンズはレモンを心のよりどころと感じつつも、自分とレモンが深い仲になることは自律した。2人はパーキンズが亡くなるまでの25年間文通を続けたが、その一方で彼がレモンの家を訪ねたのはわずかに2回であった。レモンが大切に保管していたパーキンズの手紙は、折々の心中を綴りつつレモンを賛美するもので、結果として唯一残された彼の手記となった（なおこの手紙は、後に書簡集としてまとめられている）。パーキンズは、妻ルイーズがカトリックに傾倒した時期など、家庭や仕事上で悩みの多い時期に、レモンと数多く文通した。レモンはヴァージニア州ミドルバーグに住み、生涯独身を通した。

## 逸話
パーキンズは室内でも常に帽子を被っていることで有名だった。これは元々、『スクリブナーズ・マガジン』に寄稿していた作家ウィル・ジェームズのテンガロンハットをパーキンズが気に入り、ジェームズが似たようなものを見繕って送ったのがきっかけだった。その内帽子は7号サイズで灰色のソフト帽に代わったが、室内でも帽子を被る習慣はパーキンズの奇癖として有名になるほどだった。その理由について、彼の秘書を務めていたアーマ・ワイコフは、会社の下層階にあったスクリブナー書店の店員と間違われないようにするためだったと語っている。ただし自身では、急な来客時に外出するところだったと装って逃れるため、などとしていた。
またパーキンズは、編集作業中に座りっぱなしになるのを防ごうと、演台のような高くて広々とした机を特注し、立ちながらそれに向かって原稿を読むのを常とした。昼には、オフィスから歩いて43丁目46番地のレストラン「チェリオ」に行くことを常としており、店の一角にはパーキンズ専用席が用意されていた。お気に入りのメニューはホロホロ鳥胸肉の蒸し焼きで、禁酒法撤廃以来は、昼のメニューにマティーニを付け加えた。
彼自身は編集者でありながら、しばしばスペルを間違うことでも有名だった。長年文通を続けたエリザベス・レモンへの最初の手紙では、彼女の名前を間違ってスペリングしている。また、F・スコット・フィッツジェラルドが最初に送った作品を『ロマンティック・エゴイスト』と勘違いしている（正しくは『エゴティスト』）。
自分の担当する作家が行き詰まっていると感じると、パーキンズは本を送るのが常だった。本を送られた作家の一人、ジェームズ・ジョーンズは、彼の送ってくる本が「相手の気持ちを引き立てるような」ものだったと述べている。また彼自身は、トルストイの『戦争と平和』を愛読し、しばしば娘たちに読み聞かせた。一方でシェイクスピアには触れることがなく、編集生活を通じて自分の無知を恥じていたという。
手慰みに悪戯描きをすることも好きで、よくナポレオンの横顔をスケッチしていたという。

## パーキンズが担当した作家たち
- F・スコット・フィッツジェラルド
  - ゼルダ・フィッツジェラルド[注 23]
- リング・ラードナー
- ジョン・フィリップス・マーカンド[注 24]
- ウィル・ジェームズ（英語版）[注 25]
- ジェームズ・ボイド（英語版）[31]
- トーマス・アレクサンダー・ボイド（英語版）[31]
- アーサー・トレイン（英語版）[注 26]
- アーネスト・ヘミングウェイ
- ダグラス・サウソール・フリーマン（英語版）[注 27]
- ヴァン・ワイク・ブルックス
- S・S・ヴァン・ダイン[164]
- トーマス・ウルフ
- エドマンド・ウィルソン[注 28]
- アースキン・コールドウェル[注 29]
- モーリー・キャラハン（英語版）[166]
- ロバート・マコールモン（英語版）[167]
- フォード・マドックス・フォード[注 30]
- マーシャ・ダヴェンポート（英語版）[注 31]
- ナンシー・ヘイル[注 32]
- キャロライン・ゴードン（英語版）[注 33]
- アリス・ローズヴェルト・ロングワース（英語版）[注 34]
- マージョリー・キナン・ローリングス[注 35]
- ストラザーズ・バート[153]
- スターク・ヤング（英語版）[176]
- ハミルトン・バッソ（英語版）[注 36]
- マックス・イーストマン（英語版）[178]
- テイラー・コールドウェル（英語版）[179]
- チャード・パワーズ・スミス[注 37]
- アルヴァ・ベッシー[181]
- シャーウッド・アンダーソン[注 38][183]
- ジェームズ・トラスロー・アダムズ[184]
- マーサ・ゲルホーン[注 39][184]
- マルク・アルダーノフ[注 40]
- クリスティン・ウェストン（英語版）[188]
- ブランチ・オエルリクス（英語版）[注 41]
- ドーン・パウエル[190]
- イーディス・ポープ[190]
- アン・チデスター[190]
- キャサリン・ポメロイ・ステュアート[190]
- ジョゼフ・スタンリー・ペネル[191]
- ジェームズ・ジョーンズ
- ヴァンス・ブージェリ（英語版）[119]
- アラン・ペイトン[注 42]

### 作家たちの顔ぶれ

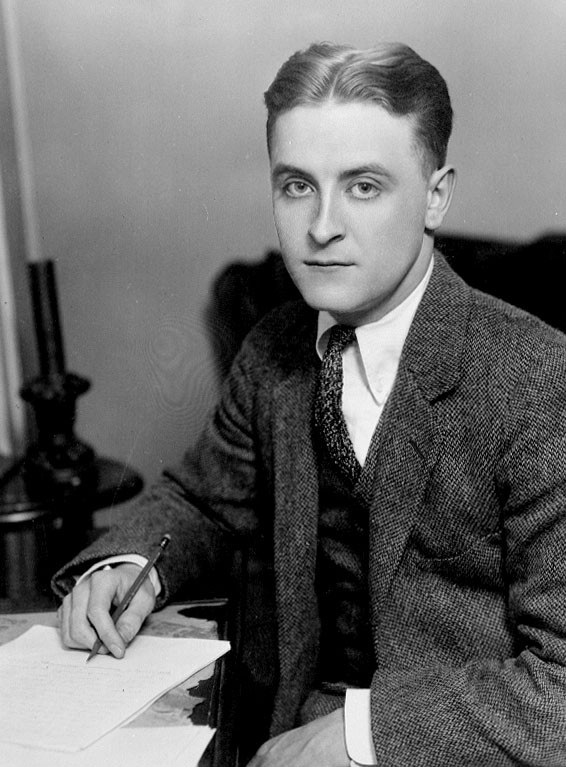
1921年のフィッツジェラルド
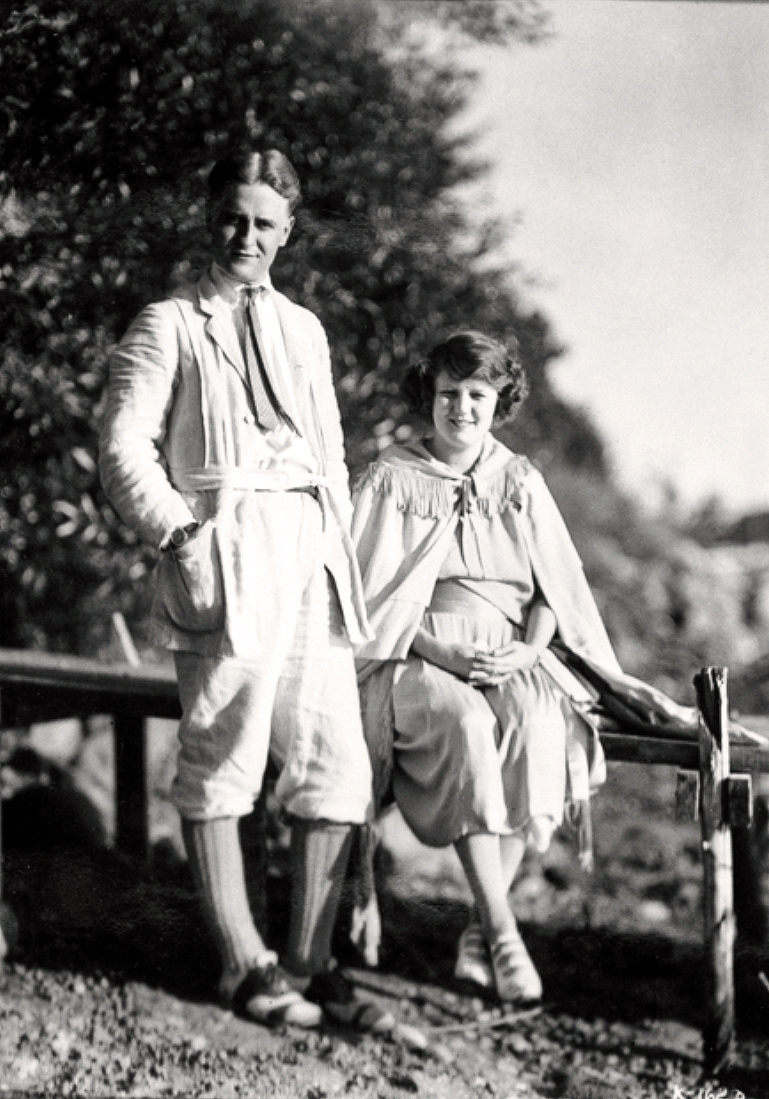
1921年のフィッツジェラルド夫妻
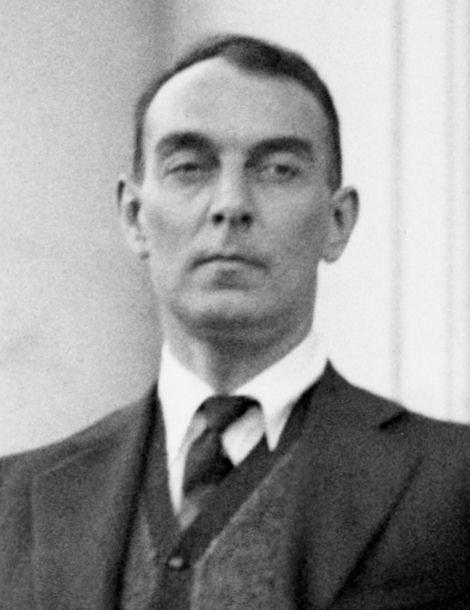
1921年のリング・ラードナー
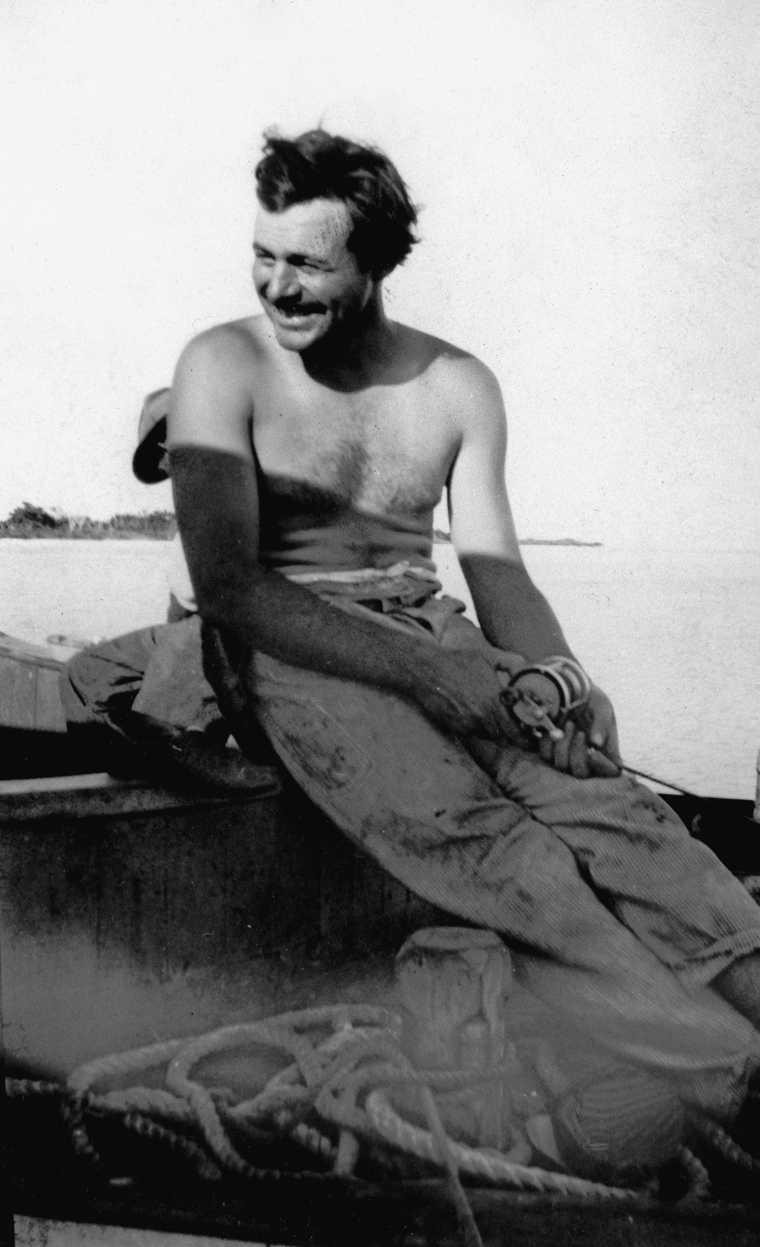
1928年のヘミングウェイ
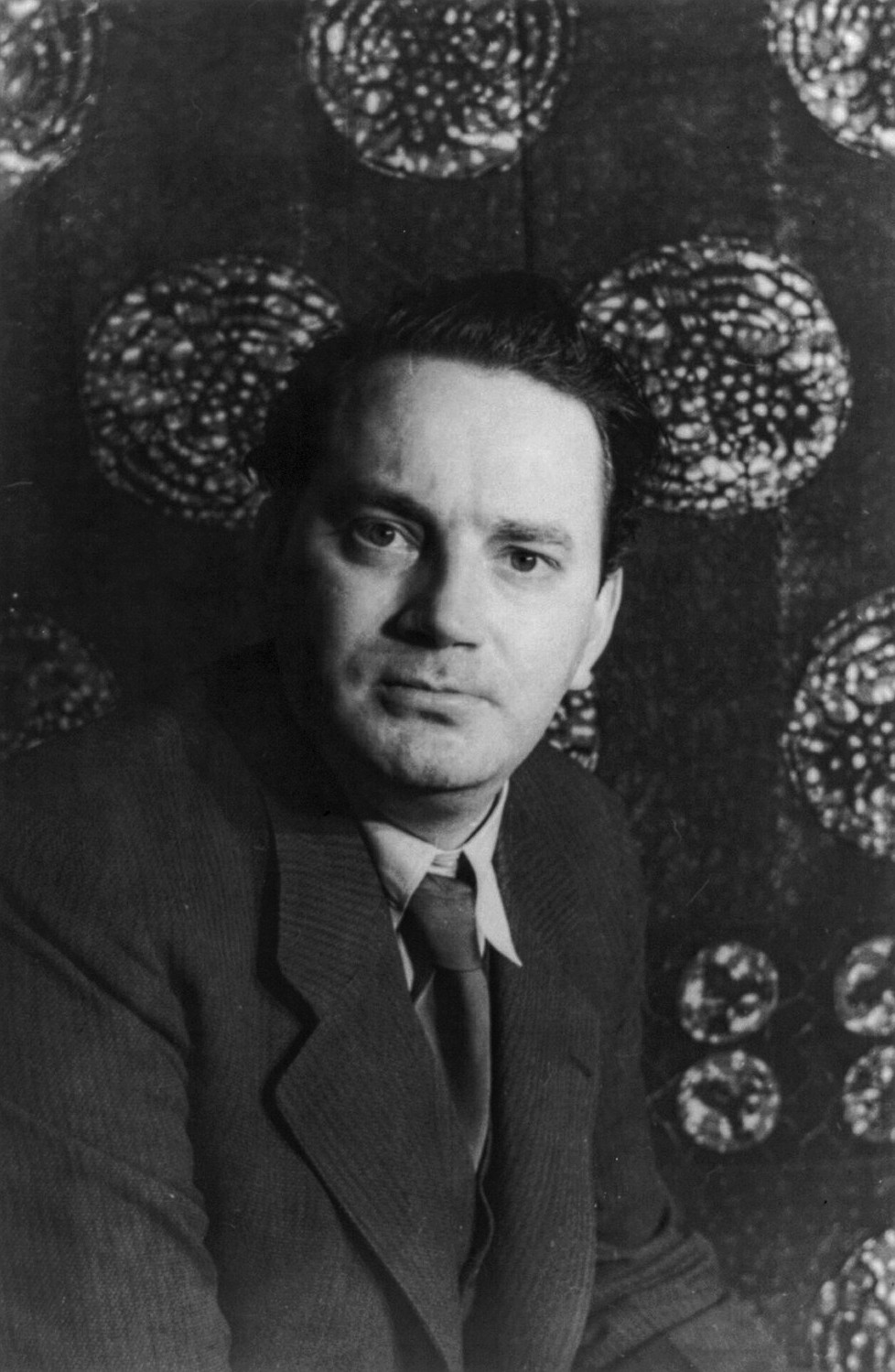
1937年のウルフ
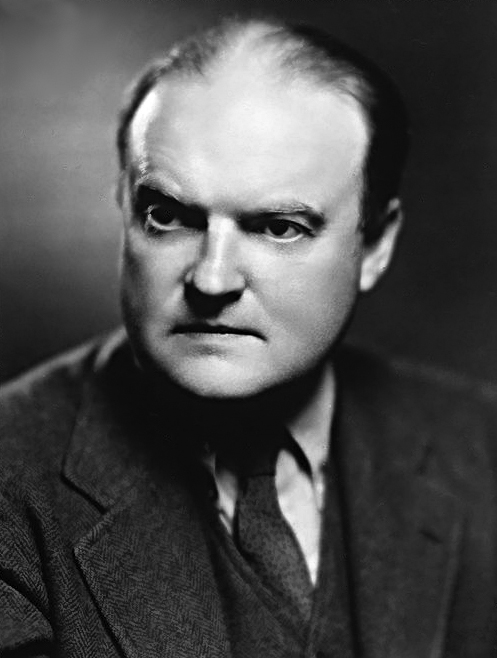
エドマンド・ウィルソン
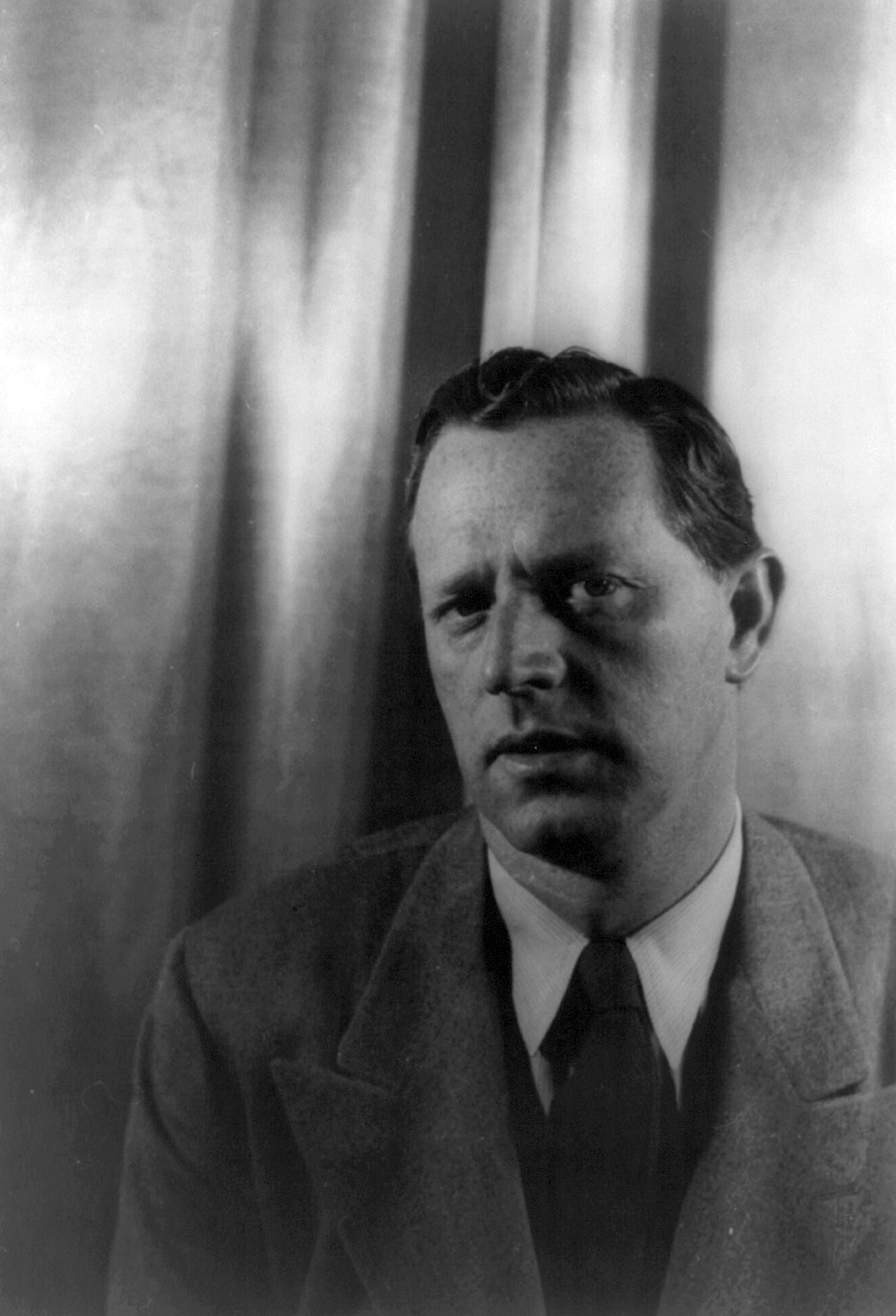
1938年のアースキン・コールドウェル
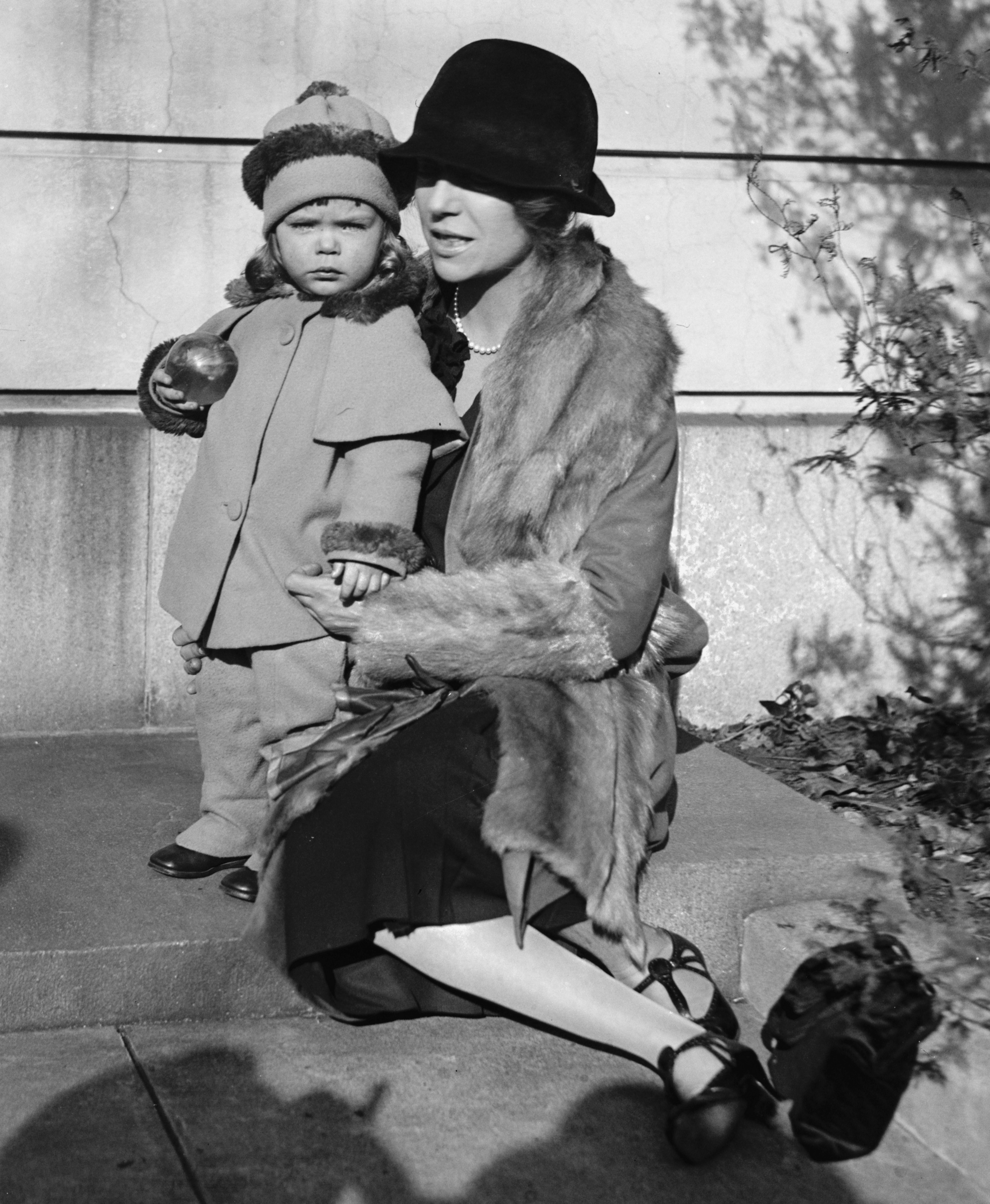
娘と映る1927年のアリス・ロングワース
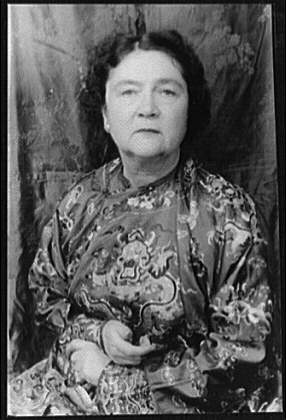
1953年のマージョリー・キナン・ローリングス
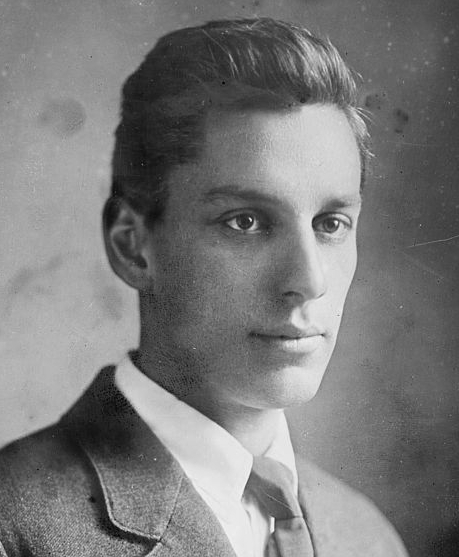
マックス・イーストマン
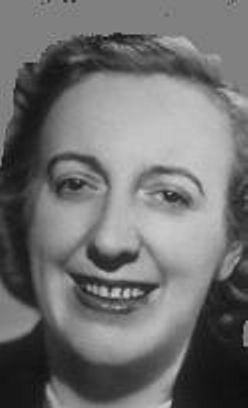
テイラー・コールドウェル
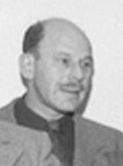
1947年のベッシー
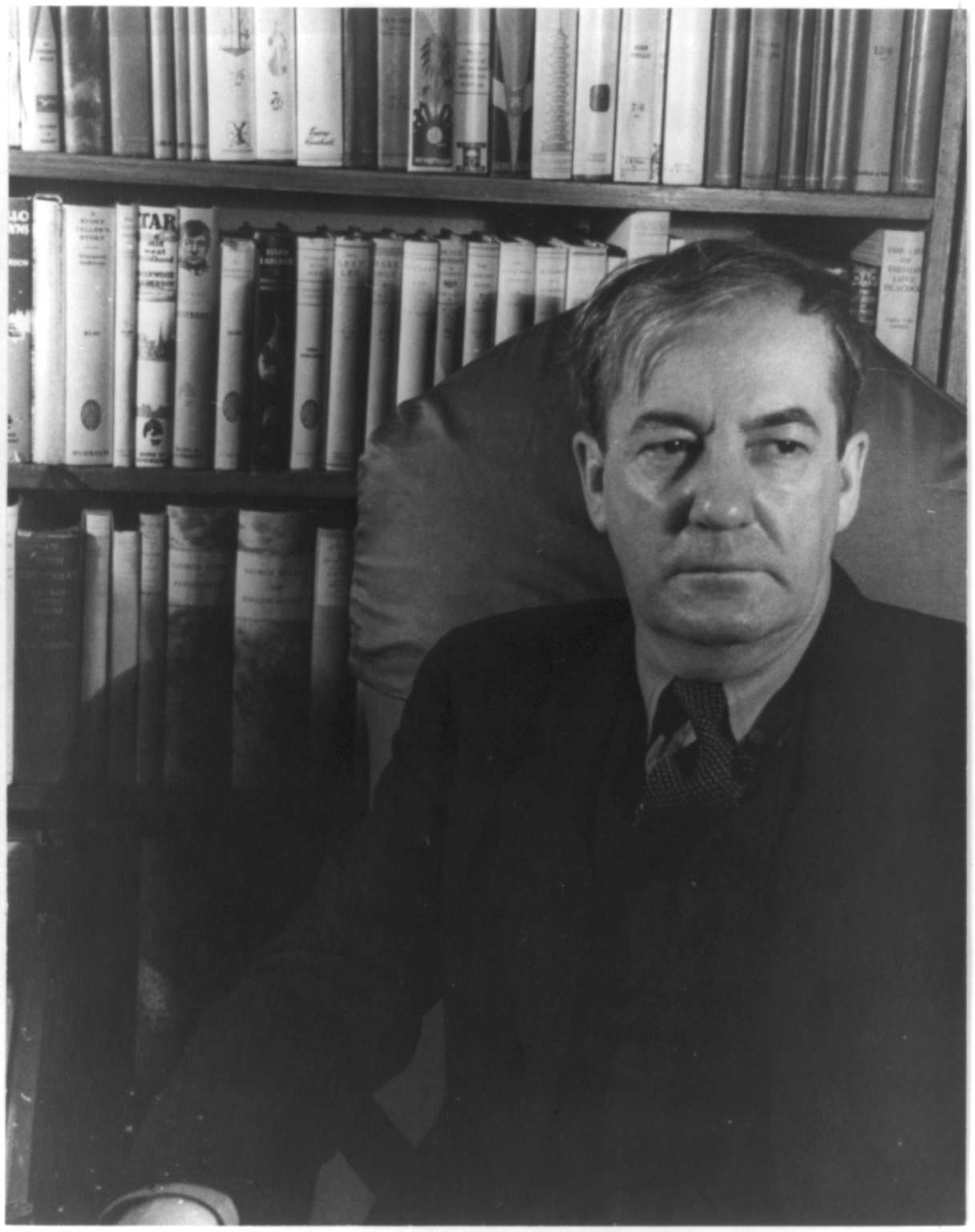
1933年のアンダーソン
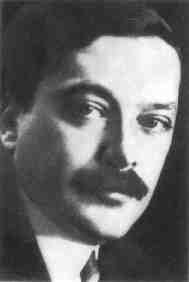
1925年のアルダーノフ

### 発展資料
- Cowley, Malcolm (1944年4月1日). “UNSHAKEN FRIEND - I”.  ザ・ニューヨーカー. 2016年11月15日閲覧。（マルカム・カウリーによるパーキンズの特集記事、閲覧には有料登録が必要）
- Cowley, Malcolm (1944年4月1日). “UNSHAKEN FRIEND - II”.   ザ・ニューヨーカー. 2016年11月15日閲覧。（マルカム・カウリーによるパーキンズの特集記事、閲覧には有料登録が必要）
- Hemingway, Ernest; Maxwell Perkins (1996年6月24日). “THREE WORDS”.   ザ・ニューヨーカー. 2016年11月15日閲覧。（ヘミングウェイとパーキンズの間の書簡、閲覧には有料登録が必要）
- “13 November (1936): Thomas Wolfe to Maxwell E. Perkins, Charles Scribner III”. This Day in Lettres.   The American Reader. 2016年11月15日閲覧。
- “A Letter to Ernest Hemingway”. From The Desk of Maxwell Perkins.  Scribner Magazine（英語版）. 2016年11月15日閲覧。（パーキンズの自筆サイン写真を閲覧できる）
- パーキンズの編集ペーパーは、プリンストン大学のチャールズ・スクリブナーズ・サンズコレクションに収められている。
- Perkins, Maxwell (1950). Wheelock, John Hall（英語版）. ed. Editor to Author: The Letters of Maxwell E. Perkins. New York: Scribners. OCLC 575390 - パーキンズの死後、学友・同僚だったホィーロックがまとめた書簡集
- Fitzgerald, F. Scott; Perkins, Maxwell (1971). John Kuehl and Jackson Bryer. ed. Dear Scott, Dear Max: The Fitzgerald-Perkins Correspondence. New York: Scribners. ISBN 0684123738. OCLC 176839 - フィッツジェラルドとの書簡集
- Hemingway, Ernest; Baker, Carlos(ed.) (1981). Ernest Hemingway, Selected Letters, 1917-1961. New York: Scribners. ISBN 0684167654. OCLC 7171229 - ヘミングウェイの目を通したパーキンズの人生が綴られている
- Hemingway, Ernest; Perkins, Maxwell (1996). Bruccoli, Matthew Joseph. ed. The only thing that counts : the Ernest Hemingway/Maxwell Perkins correspondence, 1925-1947. Trogdon, Robert W.（編集協力）. New York: Scribners. ISBN 0684815621. OCLC 34967995 - ヘミングウェイとパーキンズの交流を扱った本
  - Kakutani, Michiko (1996年11月19日). “Tone It Down, He Urged Hemingway”. Books (ニューヨーク・タイムズ) 2016年8月25日閲覧。
- Perkins, Maxwell (October 1995). Frothingham, Bertha Perkins; King, Louise Perkins; Porter, Ruth King. ed. Father to Daughter: The Family Letters of Maxwell Perkins. Kansas City, Mo.: Andrews and McMeel - パーキンズが妻ルイーズや5人の娘へ宛てて書いた手紙を集めたもの。手紙の収集と編纂には長女バーサ、三女ルイーズ（ペギー）、孫のルースが当たった。
- Perkins, Maxwell; Lemmon, Elizabeth (2003). Tarr, Rodger L.. ed. As Ever Yours: The Letters of Max Perkins and Elizabeth Lemmon. University Park, Pa.: Pennsylvania State University Press. ISBN 027102254X. OCLC 50982348
- "William Maxwell Evarts Perkins." Encyclopedia of World Biography, 2nd ed. 17 Vols. Gale Research, 1998. Reproduced in Biography Resource Center. Farmington Hills, Michigan: Thomson Gale. 1999